# L’Haÿ-les-Roses (stacja metra)
L’Haÿ-les-Roses (stacja metra) – budowana stacja czternastej linii paryskiego metra położona w L’Haÿ-les-Roses. 

## Historia
Wstępna nazwa Trois Communes w wyniku glosowania, które przeprowadzono w lipcu 2022 roku została zmieniona na L’Haÿ-les-Roses. Île-de-France Mobilités zaproponowało mieszkańcom trzech miejscowości: Chevilly-Larue, L’Haÿ-les-Roses i Villejuif wybór spośród trzech nazw stacji: L’Haÿ-les-Roses, Lallier-Bicêtre i Paul Hochart. Stacja budowana jest dla 14 linii metra, którą zaplanowano przedłużyć na południe. 
Otwarcie planowane jest na 2024 rok. Projekt architektoniczny wykonała firma Franklin Azzi Architecture.